# 弗拉季斯拉夫·洛克文茨
弗拉季斯拉夫·洛克文茨（捷克語：Vratislav Lokvenc，1973年9月27日—）是一名捷克足球運動員，擔任前鋒。

## 生平
他於1992年出道，早年曾效力國內聯賽強隊布拉格斯巴達，但要到2000年才出國，效力德國球會凱沙羅頓；時該球會還處德甲，贏過一個德國盃；2005年轉投德甲中下游球會波琴一季。
2005年轉到奧地利聯賽效力薩爾斯堡紅牛，但於效力晚期被外借至瑞士的巴素利。2008年因年事已高，投效德丙的因戈尔施塔特04。

## 獎項
- 捷克聯賽冠軍：1994, 1995, 1997, 1998, 1999, 2000
- 德國盃：2003

1. ↑  Schaub, Daniel. . UEFA.com. 14 March 2008  [4 February 2015]. （原始内容存档于2016-02-02）.